# ۱۸۹ (عدد)
۱۸۹(صد و هشتاد و نه) یک عدد طبیعی است که بعد از ۱۸۸ و قبل از ۱۹۰ قرار دارد.